# 中野治介

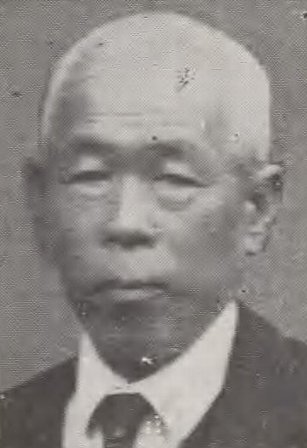
中野治介

中野 治介（なかの じすけ、1878年（明治11年）5月7日 - 1951年（昭和26年）3月8日）は、日本の衆議院議員（立憲政友会）、山口市長。弁護士。

## 経歴
山口県吉敷郡山口町（現在の山口市）出身。1898年（明治31年）に裁判所書記登用試験に合格し、裁判所書記となった。1903年（明治36年）に弁護士試験に合格して弁護士となり、後には山口弁護士会会長に選出された。山口町会議員、山口県会議員、同議長を歴任。
1933年（昭和8年）、山口市長に選出された。その後、1936年（昭和11年）の第19回衆議院議員総選挙に出馬し、当選。第20回衆議院議員総選挙でも再選された。
その他、山口土地建物株式会社監査役を務めた。